# Bufón
Bufón foi uma banda de rock proveniente de Montevidéu, Uruguai, formada oficialmente no ano de 1998, sendo entre os anos de 2003 e 2004, quando a banda começou a se firmar e a ser ouvida nas rádios, despertando o interesse do público e participando de vários lugares que foram transcendentes. A banda se dissolveu em 2009 após a morte do líder e vocalista, Osvaldo "Ossie" Garbuyo. O estilo musical da banda foi definido pela fusão dos elementos funk, reggae e metal.

## História
Bufón nasceu como banda em meados de 1998 em Montevidéu, Uruguai, quando o vocalista Osvaldo Garbuyo, o baixista Aníbal Pereda (anteriormente ligado ao grupo La Yuyera) e o baterista Jim Porter (mais tarde em Kato) entraram em contato com o guitarrista Gabriel Méndez por meio de um aviso. Com essa formação, a banda começou a se apresentar no circuito de boliche de Montevidéu e a desenvolver seu repertório. Em fevereiro de 1999, Jim Porter foi substituído por Diego Méndez na bateria. Essa formação durou até o final de 2007, ano em que Méndez deixou o grupo.
Depois de alguns anos em que a banda gerou um grupo leal de seguidores e amigos através de inúmeras apresentações na capital, o ano de 2002 marcou um estágio de mudança. O grupo começou a se apresentar lá dentro, viajou para Buenos Aires para apoiar o La Vela Puerca na discoteca Cemento e começou a tocar frequentemente no rádio graças à gravação de sua demo "'Dios salve al Bufón. Além disso, ele alcançou o quarto lugar no Pepsi Bandplugged (entre mais de seiscentas bandas) e se apresentou no Teatro de Verão Ramón Collazo.
A música de Bufón percorreu muitos caminhos, sempre com um som poderoso. Do metal passando pelo funk, reggae, até o jazz, os elementos que compõem cada uma das músicas que fundem até alcançar o som característico da banda. As letras de Ossie se destacam por sua grande quantidade de ironia, por sua maneira de lidar com acidez e sutileza, tanto em questões sociais quanto pessoais, fazendo com que cada ouvinte faça sua própria interpretação de cada música.
Depois de muito trabalho, 2003 é o ano do lançamento do "Nérpola", o primeiro CD da banda, pela gravadora Koala Records. Em 2004, o trabalho anterior da banda começou a dar frutos e as performances da banda foram ficando cada vez mais lotadas. Depois de tocar na frente de uma multidão apoiando o Bersuit Vergarabat e tocando em Montevidéu e no interior, Bufón fez a apresentação oficial de "Nérpola" na Sala Zitarrosa, em um show no completo, com muitos convidados e surpresas. Em novembro, a banda se apresentou no Pilsen Rock do Durazno.
Em meados de 2005, Bufón continuou em turnê pelo interior, expandindo seu público e preparando novos materiais. Nos últimos dias de junho, a banda entrou para gravar seu segundo trabalho no Arizona Studios. A gravação durou quatro meses, durante os quais o Bufón continuou a se apresentar ao vivo em todo o país, tocando parte do novo material. Este novo álbum foi "Amor Liviano", publicado em novembro.
Depois de um ano e meio levando Amor Liviano para todo Uruguai e Buenos Aires - no Estádio Obras Sanitarias, novamente como ato de abertura do La Vela Puerca—, em 2008, uma nova etapa começou para a banda. Depois de quase dez anos, no final de 2007, Diego Méndez deixou a banda sendo substituída por Sergio "Toto" Núñez. Com esta nova formação, Bufón gravou  Buenísimo , seu terceiro e último álbum, lançado no final de 2008.
Nas últimas horas de 4 de setembro de 2009, a notícia da morte de Ossie Garbuyo, a voz líder do grupo, foi confirmado. O jovem músico estava no meio da campanha de divulgação do último álbum de Bufón. Em 19 de novembro de 2009, se apresentaram pela última vez, em despedida e homenagem a Osvaldo Garbuyo, na La Trastienda, em Montevidéu. Em maio de 2018, os membros da banda se reuniram com Marcos Dos Santos - cantor de Nérpola, banda tributo de Bufón - para tocar em um show.

## Discografia
- Nérpola (2003)
- Amor Liviano (2005)
- Buenísimo (2008)

## Integrantes
- Osvaldo "Ossie" Garbuyo - voz e letras (1998-2009)
- Gabriel Méndez - guitarra e coro (1998-2009)
- Aníbal Pereda - baixo (1998-2009)
- Sergio "Toto" Núñez - bateria (2008-2009)
- Diego Méndez - bateria (1999-2007)
- Jim Porter - bateria (1998-1999)
- Martín García - baixo (2009)